# Oncorhynchus tshawytscha
Oncorhynchus tshawytscha (Walbaum, 1792), conosciuto comunemente come salmone reale, è una specie di pesce osseo marino e d'acqua dolce appartenente alla famiglia Salmonidae.

## Distribuzione e habitat
Il suo areale comprende l'Oceano Pacifico settentrionale. Lungo le coste americane è presente dall'Alaska alla California (a sud fino a San Diego). Sul lato asiatico dell'oceano è presente in Giappone. Si può incontrare nel mar del Giappone, nel mar di Bering e nel mar di Ochotsk. È stato introdotto nei Grandi Laghi e in alcune zone della Nuova Zelanda, dell'Australia, dell'Argentina e del Cile. Come tutti i salmoni è una specie anadroma che passa gran parte della vita in mare ed effettua migrazioni riproduttive verso il tratto alto dei fiumi dove avviene la deposizione delle uova nello stesso torrente natale. Alcuni individui si accrescono nei laghi anziché in mare. I giovanili di solito scendono in mare a un anno di età ma talvolta dopo solo 3 mesi o dopo addirittura 3 anni. In mare ha abitudini epipelagiche anche se pare che possa spingersi fino a 375 metri di profondità.

## Descrizione
L'aspetto di questo pesce durante la vita marina è simile a quello degli altri salmoni ma ha corpo più alto e compresso, specialmente negli individui di taglia maggiore. Il maschio ha dorso gibboso e mascelle incurvate. Si distingue dagli altri salmoni del Pacifico in fase marina per i piccoli punti neri che ricoprono il dorso ed entrambi i lobi della pinna caudale e per avere gengive nere nella mascella inferiore. Il dorso e la testa sono di colore da verde cupo a blu, i fianchi argentei e il ventre biancastro. La livrea riproduttiva è variabile, di solito ha toni brunastri, rossicci o rosei, molto più marcati negli individui maschili.
Può raggiungere i 150 cm di lunghezza, con una taglia media compresa tra i 60 e 90 cm. Il peso massimo noto è di 61.4 kg.

## Biologia
Vive fino a 9 anni.

### Alimentazione
I giovanili in acqua dolce catturano in prevalenza insetti e piccoli crostacei. In mare si ciba soprattutto di pesci e crostacei.

### Riproduzione
La migrazione riproduttiva inizia in inverno e può raggiungere una distanza massima di 4.827 km dal mare. La femmina prepara un nido scavando una buca sul fondale dopo di che viene affiancata dal maschio dominante più vicino, seguito da altri maschi non dominanti che si pongono nelle immediate vicinanze. Il maschio tocca la pinna dorsale della femmina per stimolarla. I riproduttori muoiono pochi giorni dopo la riproduzione.

## Pesca
Questo salmone è molto importante per la pesca commerciale (che lo insidia con reti a strascico e reti da posta) e per la pesca sportiva. Gli stati che catturano le maggiori quantità sono Stati Uniti e Russia. La carne è ottima, in gran parte degli esemplari ha colore rosso ma talvolta è bianca. Le marinerie dell'Alaska che pescano questa specie hanno ricevuto la certificazione di sostenibilità e di buona gestione degli stock del Marine Stewardship Council.